# 狹體海灣無鰭鰩
狹體海灣無鰭鰩（学名：Sinobatis stenosoma），又稱狭体施氏鳐，为軟骨魚綱鰩目无刺鳐科中华无刺鳐属的鱼类。在中国，分布于南海等海域，體長可達52.2公分。该物种的模式产地在珠江口外海。
其种加词“stenosoma”意为“窄身的”。